# قایقی‌ریختان
قایقی‌ریختان یا نریتیمورفا (نام علمی: Neritimorpha ) نام یک راسته از رده شکم‌پایان است.
قایقی‌ریختان شامل حدود ۲۰۰۰ گونه زنده از حلزون‌های دریایی، حلزون‌های آب شیرین، حلزون‌های خشکی‌زی و راب‌ها می‌شود. این تبارشاخه قبلاً با نام Neritopsina شناخته می‌شد.

## ویژگی‌ها
- صدف: اکثر قایقی‌ریختان دارای صدف ضخیم و اغلب کروی هستند، اگرچه برخی از گونه‌ها صدف‌های کمتری دارند یا بدون صدف هستند.
- اپرکولوم: آنها دارای یک اپرکولوم (دریچه) هستند که دهانه صدف را می‌بندد و به محافظت از نرم‌تن در برابر شکارچیان و خشک شدن کمک می‌کند.
- زیستگاه: قایقی‌ریختان در زیستگاه‌های متنوعی از جمله دریاها، آب‌های شیرین و خشکی زندگی می‌کنند.
- تغذیه: رژیم غذایی آنها متنوع است و شامل جلبک‌ها، گیاهان، مواد آلی در حال پوسیدن و حتی سایر نرم‌تنان می‌شود.

طبقه‌بندی:
قایقی‌ریختان به راسته Cycloneritimorpha تعلق دارند که شامل چهار ابرخانواده می‌شود:
- Neritoidea: حلزون‌های دریایی کوچک تا متوسط که عمدتاً در مناطق گرمسیری و نیمه گرمسیری یافت می‌شوند.
- Helicinoidea: حلزون‌های خشکی‌زی که در مناطق گرمسیری و نیمه گرمسیری زندگی می‌کنند.
- Hydrocenoidea: حلزون‌های کوچک آب شیرین که در سراسر جهان یافت می‌شوند.
- Neritopsoidea: حلزون‌های دریایی که عمدتاً در مناطق گرمسیری و نیمه گرمسیری یافت می‌شوند.

اهمیت اکولوژیکی:
قایقی‌ریختان نقش مهمی در اکوسیستم‌های آبی و خشکی ایفا می‌کنند. آنها به عنوان منبع غذایی برای سایر حیوانات عمل می‌کنند، به تجزیه مواد آلی کمک می‌کنند و برخی از گونه‌ها در تصفیه آب نقش دارند.
مثال‌ها:
برخی از نمونه‌های شناخته شده قایقی‌ریختان عبارتند از:
- حلزون‌های نریت (Neritidae): حلزون‌های دریایی رنگارنگ که اغلب در مناطق جزر و مدی یافت می‌شوند.
- حلزون‌های هلیسینا (Helicinidae): حلزون‌های خشکی‌زی که در مناطق گرمسیری زندگی می‌کنند.
- حلزون‌های تئودوکسوس (Theodoxus): حلزون‌های کوچک آب شیرین که در رودخانه‌ها و نهرها یافت می‌شوند.

تاریخچه تکاملی:
نریتیمورفاها تاریخچه زمین‌شناسی بسیار غنی دارند که به اوایل اردویسین بازمی‌گردد. این کلاد بقایایی از تنوع اولیه گاستروپودها در نظر گرفته شده است.